# (200423) 2000 SL234
(200423) 2000 SL234 es un asteroide perteneciente al cinturón de asteroides, región del sistema solar que se encuentra entre las órbitas de Marte y Júpiter, descubierto el 21 de septiembre de 2000 por el equipo del Lincoln Near-Earth Asteroid Research desde el Laboratorio Lincoln, Socorro, Nuevo México, Estados Unidos.

## Designación y nombre
Designado provisionalmente como 2000 SL234. 

## Características orbitales
2000 SL234 está situado a una distancia media del Sol de 2,456 ua, pudiendo alejarse hasta 3,031 ua y acercarse hasta 1,881 ua. Su excentricidad es 0,234 y la inclinación orbital 10,40 grados. Emplea 1406,38 días en completar una órbita alrededor del Sol.

## Características físicas
La magnitud absoluta de 2000 SL234 es 16,4. 